# Nicotine
Nicotine é um cliente P2P que utiliza a rede SoulSeek para troca de arquivos.
Existe também um outro programa chamado Nicotine Plus

## Ligações Externas
- Website Oficial Nicotine
- Nicotine Plus